# High Nature Value
High Nature Value (dt. etwa: Hoher Naturwert, kurz HNV) ist ein Indikatorsystem, dem ein Konzept zur Erhaltung einer hohen Biodiversität auf landwirtschaftlich genutzten Flächen zu Grunde liegt. Ziel ist, die für diese Region „typische“ Landschaft zu erhalten. Der HNV-Farmland-Indikator ist einer von mehreren Indikatoren, die von der EU zur Integration von Umweltbelangen in die gemeinsame Agrarpolitik definiert wurden.

## Definition

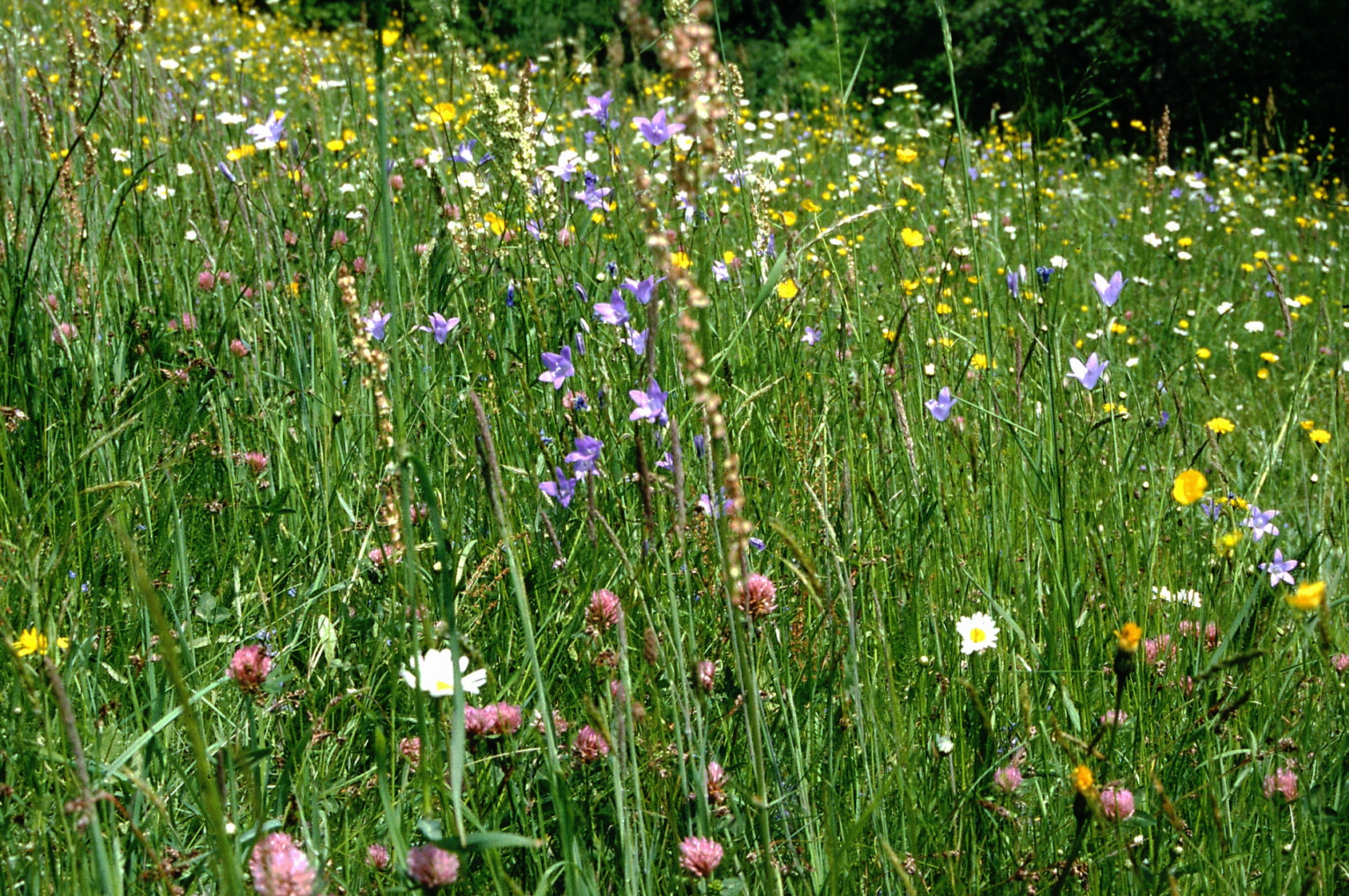
Extensivgrünland mit einer Ertragserwartung von 60 dt TM/ha bei zwei Nutzungen. Hier würden verschiedene HNV Parameter greifen.

Der HNV-Farmland-Indikator ist einer von 36 zielorientierten Basisindikatoren zur Förderung der Entwicklung des ländlichen Raums und zählt in dieser Gruppe zu den 19 sogenannten Hauptindikatoren. Er ist einer von drei Biodiversitäts-Indikatoren innerhalb des Schwerpunkts 2 („Verbesserung der Umwelt und der Landschaft“) der EU-Verordnung Nr. 1974/2006 (ELER-Durchführungsverordnung), Anhang VIII.
Damit ist HNV zunächst ein Indikator der EU für den Naturschützerischen Wert einer Agrarfläche. Zunehmend halten die Indikatoren aber auch Einzug in die Vegetationskunde.
HNV-Indikatoren
Die EU überlässt die Beschreibung und Charakterisierung der wichtigsten Typen der HNV-Landwirtschaft den jeweiligen nationalen Stellen. Sie empfiehlt aber, dass darin folgende Punkte der Agrarnutzung vorkommen sollen:
1. Die vorherrschende Landnutzung in Verbindung mit dem jeweiligen Landwirtschaftssystem, insbesondere naturnahe Vegetationstypen, Ackernutzungstypen sowie deren räumliche Ausdehnung und Verteilung auf Betriebsebene (zum Beispiel geschätzter Anteil der bewirtschafteten Fläche, mosaikartige Verteilung). Es sollten auch Landschaftselemente einbezogen werden, die einen signifikanten Beitrag zur Biodiversität leisten, selbst wenn sie nur einen marginalen Flächenanteil des entsprechenden Landwirtschaftssystems ausmachen, wie beispielsweise Feldraine, kleine Sukzessionsbereiche und Trockenmauern.
2. Die konkreten Landnutzungsformen und besonderen Merkmale der entsprechenden Landwirtschaftssysteme, wie beispielsweise Beweidungssysteme, Bodenbearbeitung und Nutzungsintensität (zum Beispiel Besatzstärken und -dichten der Weidetiere pro Hektar Futterfläche, Stickstoffeinsatz, Brachflächen).
3. Die ökologischen Wertigkeiten, die mit diesen Nutzungstypen und -verfahren assoziiert sind (aus Naturschutzsicht wichtige Arten und Lebensräume).

## Umsetzung
HNV ist Bestandteil der langfristigen Agrarpolitik der EU und damit auch, im Gegensatz zu z. B. Natura 2000, in der Agrarverwaltung angesiedelt. Der HNV-Farmland-Indikator ist ein Pflichtindikator gemäß EU-Verordnung Nr. 1698/2005 (ELER-Verordnung) und muss von allen Mitgliedstaaten gegenüber der EU berichtet werden.
Deutschland
In Deutschland arbeitet das Bundesamt für Naturschutz (BfN) an der Umsetzung des HNV-Konzepts. Der Indikator ist zudem Teil des Indikatorensets der nationalen Strategie zur biologischen Vielfalt.
Der HNV-Farmland-Indikator ist auf Bundesebene im Rahmen der Berichtspflichten für den Nationalen Strategieplan darzustellen. Das BfN entwickelte daher einen eigenen Ansatz zur Ausgestaltung dieses Indikators in Abstimmung mit dem Landwirtschaftsministerium, dem Umweltministerium und den Bundesländern. Ein Ergebnis war die Konzeption für ein HNV-Farmland-Monitoring. Hier werden regelmäßig Daten für den HNV-Farmland-Indikator über die Kartierung auf rund 900 Stichprobenflächen mit einer Größe von 1 km² erhoben.
In Deutschland wurden folgende Wertstufen für HNV-Farmland-Elemente eingeführt:
- HNV I – äußerst hoher Naturwert
- HNV II – hoher Naturwert
- HNV III – mäßig hoher Naturwert